# Dilema (reality show)
Dilema é um reality show da TVI, com influencers, figuras públicas e ex-concorrentes de reality shows, que estreou a 7 de julho de 2024. O reality show é apresentado por Manuel Luís Goucha com a colaboração de Renato Duarte que assume o papel de Infiltrado do "Dilema".

## Sinopse[1]
O reality show que vem agitar os meses quentes de verão. Uma casa de férias, um jogo de equipas e dilemas diários são as peças deste jogo. Concorrentes, divididos em duas equipas, vão viver a experiência de participar no reality show mais distorcido de sempre. Durante 8 semanas serão confrontados com dilemas impossíveis. Será que terão a coragem de tomar as decisões necessárias? Vão escolher o seu interesse pessoal ou irão sacrificar-se pelo bem da equipa? As suas escolhas terão consequências e o seu objetivo será conquistar o máximo de dinheiro possível. Todas as semanas, dois concorrentes serão nomeados pelos seus colegas de equipa, irão enfrentar a votação do público e um deles terá de abandonar o jogo. Só a equipa com mais dinheiro é que irá disputar a grande final, onde apenas um será o grande vencedor de um prémio de até 50.000 €.

## Transmissão
| Bloco       | Dia              | Horário             | Duração  | Apresentador(a)                                                                                          |
| ----------- | ---------------- | ------------------- | -------- | --- |
| Gala        | Domingo          | 21h30               | 180 min. | Manuel Luís Goucha                                                                                       |
| Última Hora | Segunda a sábado | 17h45               | 60 min.  | Alice Alves Maria Botelho Moniz (substituta) Iva Domingues (sábado) Marta Cardoso (substituta de sábado) |
| Diário      | Segunda a sábado | 19h15               | 45 min.  | Maria Botelho Moniz Alice Alves (substituta) Iva Domingues (sábado) Marta Cardoso (substituta de sábado) |
| Especial    | Segunda a sexta  | 21h15               | 30 min.  | Manuel Luís Goucha Maria Botelho Moniz (substituta)                                                      |
| Extra       | Segunda a sábado | 00h/ 23h15 (sábado) | 90 min.  | Marta Cardoso Iva Domingues (substituta/sábado) Alice Alves (substituta)                                 |
| A Semana    | Sábado           | 00h                 | 90 min.  | Sem apresentador(a)                                                                                      |

## O Jogo[2]

### Dilemas
O jogo assenta em dilemas diários diversificados, que tanto podem ser divertidos como duríssimos. Servem para fins simples, como a conquista de alimentos diária, ou para o objetivo maior: conquistar dinheiro para o prémio final. Ouve-se em toda a casa um sinal sonoro, concorrentes reúnem-se nos sofás de equipa e no plasma aparece o nome de quem vai enfrentar o dilema. Na sala dos dilemas, o concorrente estará a sós, para decidir de forma estratégica. A sua decisão aparecerá no plasma da sala, para ele se justificar, ou não, aos colegas.

### Infiltrado
Tem o respeito e o carinho dos concorrentes, embora possam temê-lo também. Lança tarefas, dinamiza ações, avalia a prestação das equipas, esclarece assuntos na ordem do dia. Nos diretos, fala em direto com o apresentador. Na gala, vai até ao estúdio e tem decisões importantes a tomar, já que conhece o contexto como ninguém.

### Figuras de Vermelho
2 pessoas vestidas de vermelho entram na casa pontualmente. São o prenúncio de que algo importante se vai passar. Não falam, mas são expressivos. São misteriosos, mas divertidos também.

### Convidados Especiais
Na gala do dia 28 de julho de 2024, a cantora Cláudia Nayara entrou no reality show como convidada especial. Durante a sua estadia teve privilégios e decisões importantes a tomar no jogo. No final da sua estadia decidiu que a equipa roxa ganhou 5.000 €.
Na gala do dia 19 de agosto de 2024, os ex-concorrentes do Big Brother 2024, David Maurício e Daniela Ventura entram na casa do "Dilema" enquanto capitães de equipas roxa e laranja, respetivamente e permanecendo na casa até à semifinal do programa.

### Final
Para a última semana do programa, para além dos dois elementos da equipa roxa que passaram à final por terem angariado mais dinheiro, o público escolheu dois elementos da equipa laranja para finalistas do programa. Assim os finalistas do programa foram Daniela Santos, Bernardina Brito, David Diamond e Mafalda Diamond.
Na final do programa foi consagrado como vencedor, David Diamond que ganhou 48.885 €.

## Galas (Infiltrado e Comentadores)[3]
Renato Duarte é o Infiltrado do "Dilema", interagindo com os concorrentes e assumindo o papel de confidente, com total neutralidade. Pode entrar na casa a qualquer momento e é presença assídua nas galas de domingo, com Manuel Luís Goucha, Ricardo Martins Pereira e Susana Dias Ramos. Dará uma análise exclusiva sobre qualquer acontecimento no "Dilema". Renato Duarte é locutor e repórter de rádio há 14 anos, entrou na Rádio Renascença em 2010 e, atualmente, é um dos apresentadores do programa de final de tarde: “T3”. Foi repórter de 3 programas da manhã da RR (“Olá Manhã!”, “Manhãs da Renascença” com Carla Rocha e “3 da Manhã”). Começou como jornalista, primeiro no jornal Público e depois na RTP2, onde fez parte da equipa do programa de arte e cultura “Câmara Clara”. Também na RTP2, apresentou o magazine de moda “What’s Up! Olhar a Moda”. É licenciado em Ciências da Comunicação pela Universidade Nova de Lisboa e mestre em Marketing pelo ISEG.
Susana Dias Ramos, psicóloga, regressa como comentadora aos reality shows da TVI, depois de ter feito parte de algumas edições do Big Brother e também da Ex-periência. Uma cara já bem conhecida do público português, que certamente vai fazer a diferença nas galas de domingo à noite. Susana Dias Ramos é especialista em Sexualidade Clinica e Terapia de Casal. É ainda cronista em algumas revistas. A sua honestidade e forma descomplicada de abordar assuntos considerados tabu é já uma imagem de marca da sexóloga clínica, que informa, diverte e desmistifica todos os temas. O seu trabalho pode ser também acompanhado na sua conta de instagram, onde partilha e conversa regularmente com os seus mais de 160 mil seguidores. Bem como no canal de Youtube "100 TABUS", onde Susana Dias Ramos partilha vídeos e aborda temáticas diversas relacionadas com a sexualidade. Sempre de forma descontraída, alegre e positiva, tal como ela própria! Licenciada em Psicologia, Susana Dias Ramos tem também uma especialização em Hipnose Clínica pela London College of Clinical Hypnosis e uma pós graduação em Neuropsicologia Clínica e em Saúde Sexual e Reprodutiva. A Sexualidade Clínica e Terapia de Casal são outras das suas especializações.
Ricardo Martins Pereira tem 48 anos, é empresário, tem 29 anos de experiência em jornalismo e é autor de um dos maiores blogues portugueses entre 2008 e 2014, o "Arrumadinho". Especialista em redes sociais, Ricardo Martins Pereira é fundador das duas maiores revistas digitais portuguesas, "NiT" e "MAGG". É também guionista das séries “Bem-vindos a Beirais” e “Liberdade, 21”. Ricardo Martins Pereira foi ainda comentador do programa “A Ex-Periência”, da TVI. É pai de três filhos: Henrique, 17 anos, Mateus, 11 anos e Benedita, 5 anos.

## Concorrentes[4]

### Bernadina Brito
Natural de Santa Maria da Feira, Bernardina Brito cresceu em Paços de Brandão e foi sempre uma criança alegre e traquina. Saiu de casa dos pais, pela primeira vez, aos 20 anos para entrar na Casa dos Segredos. Os filhos são a sua maior alegria, mas também a maior fragilidade. Não mudava nada do seu passado, diz-se orgulhosa da sua essência. Assume-se como um coração mole, mas também consegue ser vingativa. Considera-se “o sol nos dias cinzentos”, divertida e vive tudo muito intensamente. Vê o Dilema como uma nova experiência, no seu vasto currículo em reality shows, e acredita que ser como é, e como a conhecemos, chegará para vencer.

### Daniela Santos
Daniela Santos cresceu em Alcoentre, num bairro onde vivia quase toda a sua família paterna. Perante algumas adversidades, encontrou na dança um escape e uma boia de salvação. Foi a dança que lhe deu os momentos mais felizes, muitos títulos e reconhecimento. Faz também parte da equipa de bailarinos do programa da TVI "Dança com as Estrelas". Para o Dilema, vem pelo desafio e para que a conheçam além da sua carreira, quer chegar a mais pessoas e vingar no mundo empresarial. Neste momento, tem uma escola de dança para noivos, uma escola de dança de competição, trabalha como bailarina em vários formatos televisivos e cresce cada vez mais no digital. Apesar de tantas conquistas profissionais, é na maternidade que encontra o seu verdadeiro propósito. Promete conquistar o público com a sua autenticidade.

### David Diamond
David Diamond nasceu no Porto, numa família numerosa e rodeado de mulheres. Empresário de sucesso, encontra na família a sua razão de viver. Entra neste desafio com a filha, Mafalda Diamond, mas assume que vem para viver a experiência a 100%, mesmo que seja preciso chocar de frente com a filha! Descreve-se como uma pessoa lutadora e não esconde a ambição de vencer o prémio final e tornar-se famoso. Não tem nenhuma estratégia definida, mas quer conquistar o público!

### David Mesquita
David Mesquita nasceu e cresceu no coração de Lisboa, numa família modesta e muito unida. Formou-se numa escola de atores e teve várias participações em série e novelas, incluindo “Morangos com Açúcar”. Nos últimos anos tem trabalhado em espetáculos encenados por Filipe La Féria e em dobragens. Vive com a mulher e o filho de 3 anos e diz que tem “uma vida modesta, mas cheia de amor”. Para o Dilema vem sem expectativas, mas com muita vontade de dar-se a conhecer e inspirar outras pessoas. Diz que o prémio final é aliciante, mas garante que só a experiência terá ainda mais valor!

### Diana Lucas
Diana Lucas nasceu em Vila Franca de Xira e cresceu numa aldeia em Alenquer, de onde tem recordações de uma infância livre e feliz. Aos 8 anos, deu a conhecer o seu talento ao país, ao vencer um programa de talentos. É cantora, compositora, diretora artística e Head Manager numa agência de marketing de influência. A nível pessoal, garante que a sua maior conquista é ser mãe e ter a sua independência. Evita conflitos, pois detesta o desconforto de estar num clima tenso. Assume-se uma pessoa indecisa, mas também impulsiva. Resta saber qual das facetas vai trazer para o jogo.

### Mafalda Diamond
Mafalda Diamond nasceu no Porto, onde vive atualmente com os pais e o irmão. Ficou conhecida pela sua participação no "Big Brother 2022", onde se destacou pelo seu temperamento e por ser bastante interventiva.  É estudante de Gestão na Faculdade de Economia do Porto e está neste momento a terminar o programa Erasmus na Polónia. É apaixonada por maquilhagem, sexologia e redes sociais. Preocupa-se bastante com o bem-estar físico e mental. Entra neste desafio impulsionada pelo pai, que tem o sonho de entrar num Reality Show.

### Marie
Marie nasceu na Estela, Póvoa de Varzim, e diz que cresceu a sentir-se “uma fada”. Marie, ou ‘La Vie de Marie’, é uma das influencers portuguesas mais conhecidas no digital. Partilha o seu dia-a-dia com milhares de pessoas nas redes sociais, onde fala das suas inseguranças, conquistas e adversidades. Ex-participante do "Big Brother Famosos 2022 - 2.ª edição", foi aí que se deu a conhecer a outro público. A menina que adorava ser “uma estrela do universo”, quer vir “espalhar luz” para a casa do Dilema.

### Nelson Lisboa
Nélson Lisboa é designer de moda e Médium. Nasceu na Alemanha onde viveu até aos 5 anos. Teve uma infância feliz, mas a sua adolescência e pré-adolescência foram marcadas por acontecimentos negativos que moldaram a sua maneira de ser. É apaixonado por arte e moda, mas acredita que a mediunidade é uma missão e propósito maior. Aceitou o convite para participar no Dilema porque adora novos desafios!

### Rafael Bailão
Muito ligado à família, Rafael Bailão vive em Almada com a mãe e o padrasto. A avó é presença assídua lá em casa e nas suas redes sociais. Desde cedo que a música está presente na sua vida. Aos 10 anos fez a sua primeira aparição em televisão, quando participou no programa "Uma Canção para Ti"; Na pandemia a sua vida mudou, quando começou a criar conteúdos para as redes sociais. Neste momento dedica-se 100% ao digital, à música e a cuidar da avó que alinha em todas as suas aventuras. Aceitou o convite do Dilema para se dar a conhecer melhor, divertir-se e entreter o público!

### Rosa Bela
Rosa Bela cresceu numa vila em Aveiro, no meio da natureza e diz-se privilegiada por ter aprendido com a avó a trabalhar na terra. Aos 16 anos, veio para Lisboa para seguir o sonho de ser atriz. Já fez teatro, novelas, séries, e já teve uma produtora de teatro independente. Atualmente, vive em comunhão com o ator Carlos Areia, que considera ser “o Robert de Niro português”. Vive a vida para fazer o que mais gosta e promete dar 100% em todos os desafios do DILEMA!

### Xana Carvalho
A família é o maior pilar da cantora de 43 anos, nascida em Alcântara. Xana Carvalho vive com o marido, o seu maior herói, e as duas filhas, de 13 e 18 anos. Não vê com bons olhos a falta de empatia, a hipocrisia e a maldade. Embora se defina como flexível e paciente, egos inflamados e reclamações constantes são gatilhos para se irritar. Entre muitos altos e baixos, a vida pode tê-la feito balançar, mas nunca a fez cair. No Dilema promete ser o mais genuína possível e garante que diversão será a palavra de ordem!

### Beatriz Prates
Beatriz Prates cresceu em Setúbal com a mãe e o seu companheiro que trata como pai, o conhecido cantor Toy. Frequentou o curso de teatro na Escola de Atores e sonha em ser atriz. Já deu os primeiros passos na novela Festa é Festa, onde interpretou Maggie. Considera-se uma mulher forte e muito corajosa. Mora sozinha desde os 18 anos e teme encontrar, na casa do Dilema, pessoas desarrumadas, desrespeitadoras e pouco frontais. Já de si, assume-se tão faladora que devia ser melhor ouvinte. Gosta de liderar e ser o centro das atenções. Não teve dúvidas em aceitar este desafio, não só porque adora pôr-se à prova como diz ter muito para dizer ao mundo.

### Diogo Marcelino
Nascido e criado em Sesimbra, Diogo Marcelino tornou-se conhecido do público em 2013 quando participou na Casa dos Segredos 4. Ama a natureza e não suporta pessoas descuidadas e sem noção de preservação ambiental. Atualmente é proprietário de um bar na marginal de Sesimbra. É muito competitivo e quer marcar a sua posição sempre que necessário. Depois de muitos anos fora do olhar do público, decidiu aceitar este convite do Dilema porque adora desafios.

### Élvio Santiago
Élvio Santiago cresceu na Vila de Sobrosa, com os pais adotivos e teve uma infância feliz. Na adolescência, aos 17 anos teve de aprender a lidar com a fama. O tema “Vou excluir-te do meu orkut” lançou-o para a ribalta, mas também lhe trouxe dissabores. Hoje, empresário e cantor, sente que a sua vida profissional superou todas as suas expectativas. Ansioso por entrar no Dilema, considera ser esta uma boa oportunidade para se dar a conhecer melhor e testar limites. Vem pronto para enfrentar desafios e agarrar esta oportunidade com toda a força.

### Igor Marchesi
Igor Marchesi nasceu numa vila piscatória no estado de Espírito Santo, no Brasil. Cresceu na natureza, no seio de uma grande família. Começou a fazer teatro na Igreja, mas acabou a formar-se em turismo e a trabalhar como produtor cultural. Foi assim que juntou dinheiro para viajar para São Paulo onde estudou representação. Estreou-se na Globo, na novela Fina Estampa. Há 10 anos mudou-se para Portugal. Desde aí tem participado em séries e novelas, entre elas Ouro Verde, na TVI. Entra no Dilema para viver uma nova experiência!.

### Catarina Miranda
Nascida e criada em Almeirim, Catarina Miranda cresceu a ver a avó a fazer salgados para vender e hoje é com ela que tem o mesmo negócio. A par da gastronomia, é apaixonada pela área da comunicação e sonha em ser apresentadora de televisão.
Foi uma concorrente impactante no "Big Brother 2024", deu “tudo” e promete continuar a dar, como aliás faz em tudo o que se envolve. Não tem dificuldade em fazer escolhas, e aquando do convite para o Dilema, não hesitou.
Vem para jogar, mas quer mostrar mais a sua boa disposição e alegria. Espera ganhar e cumprir o sonho de ser lembrada como uma das melhores concorrentes de reality shows

## Comentadores
- Ricardo Martins Pereira
- Susana Dias Ramos
- Cinha Jardim
- António Bravo
- Diana Lopes
- Arlinda Mestre
- Óscar Romero
- Merche Romero
- Gonçalo Quinaz
- Maria Sampaio
- Inês Simões
- Luísa Castel-Branco
- Márcia Soares
- Ana Barbosa